# Koetbarrage
De Koetbarrage of Kutbarrage is een stuw in de Tigris in de buurt van de plaats Al-Koet in het gouvernement Wasit in Irak.
De barrage is 516 m lang, 10,5 m hoog en heeft 56 doorgangen die ieder 6 m breed zijn. De maximale wateruitlaat bedraagt 6000 m3, maar de eigenlijke uitlaat is de laatste tien jaar niet boven 2000 m3 gekomen. Over de barrage loopt een weg, en er is een sluis om scheepvaartverkeer door te laten. De barrage is bedoeld om het waterpeil in de Tigris te controleren en om water naar het Gharrafkanaal te dirigiren, dat stroomopwaarts van de Koetbarrage van de Tigris afvloeit. Voor de bouw van de Koetbarrage ontving het Gharrafkanaal alleen water tijdens overstromingen in de Tigris. Het waterpeil in het Gharrafkanaal wordt gecontroleerd door de Gharrafhoofdregulator, die in dezelfde periode is gebouwd als de Koetbarrage.
De Koetbarrage werd gebouwd tussen 1934 en 1939 door de Britse firma Balfour Beatty. Aan de bouw werkten 2500 Arabische en Koerdische arbeiders mee. Er werd 1223288 m3 grond verwijderd. Voor de barrage zelf werd 191139 m3 beton gebruikt. Door een overstroming van de Tigris in 1936 werd de bouwplaats tijdelijk overstroomd en moest de bouw tijdelijk stilgelegd worden.
In 1952 werd 26440 hectare land geïrrigeerd met water uit het Gharrafkanaal. Van dit land werd 14080 ha. verdeeld onder kleinschalige boeren als onderdeel van een sociaal landhervormingsprogramma. Deze boeren ontvingen 10 ha per familie en moesten wonen op het land dat ze bebouwden. In 2005 werden herstelwerkzaamheden uitgevoerd aan de Koetbarrage en de Gharrafhoofdregulator voor een totaalbedrag van 3 miljoen US$.